# Gelasma subangulata
Gelasma subangulata là một loài bướm đêm trong họ Geometridae.